# Тараканова, Нелли Юрьевна
Не́лли Ю́рьевна Тарака́нова (род. 9 сентября 1954, Луцк) — советская гребчиха, выступала за сборную СССР по академической гребле в середине 1970-х годов. Серебряная призёрша летних Олимпийских игр в Монреале, многократная чемпионка республиканских и всесоюзных регат. На соревнованиях представляла спортивное общество «Динамо», мастер спорта международного класса.

## Биография
Нелли Тараканова родилась 9 сентября 1954 года в городе Луцке Волынской области Украинской ССР. Активно заниматься академической греблей начала в раннем детстве, состояла в киевском добровольном спортивном обществе «Динамо».
Первого серьёзного успеха добилась в 1975 году, став чемпионкой СССР в распашных восьмёрках с рулевой. Год спустя повторила это достижение, благодаря череде удачных выступлений попала в основной состав советской национальной сборной и удостоилась права защищать честь страны на летних Олимпийских играх в Монреале — в составе распашного восьмиместного экипажа, куда также вошли гребчихи Ольга Гузенко, Надежда Рощина, Клавдия Коженкова, Любовь Талалаева, Ольга Колкова, Елена Зубко, Надежда Розгон и рулевая Ольга Пуговская, завоевала медаль серебряного достоинства, уступив в финале лишь команде из ГДР.
Имеет высшее образование, окончила Киевский государственный институт физической культуры. После завершения карьеры спортсменки работала тренером-преподавателем. За выдающиеся спортивные достижения удостоена почётного звания «Мастер спорта СССР международного класса». Ныне проживает в Киеве, работает в Федерации академической гребли Украины.